# Phylloxera spinuloides
Phylloxera spinuloides är en insektsart som beskrevs av Theodore Pergande 1904. Phylloxera spinuloides ingår i släktet Phylloxera och familjen dvärgbladlöss. Inga underarter finns listade i Catalogue of Life.